# Chnoem
Chnoem (of Chnemoe) is een god uit de Egyptische mythologie. Hij wordt vooral afgebeeld met de kop van een ram met rechte horens. Dit weerspiegelt de ouderdom van zijn cultus, omdat het een afbeelding is van het oudste schapenras dat in Egypte getemd werd (Ovis longipes). Chnoem werd vereerd op een aantal plaatsen, vooral in Elephantine op de zuidgrens van Egypte bij de eerste cataract, die door de Egyptenaren als de bron van de Nijl werd gezien, maar ook in Esna, waar het jaarlijkse Festival van het Pottenbakkerswiel gevierd werd.
Het woord voor ram in Egyptisch is ba en dat woord betekent ook zoiets als persoonlijkheid of geest. Wanneer de oppergod Ra 's nachts als 'ba' door de onderwereld reist, wordt hij vaak als ram afgebeeld en zo is Chnoem dus een aspect van de oppergod, de Schepper Cheperi-Ra-Toem. Althans zo zagen de priesters van Chnoem hem graag.
Er is een mythe waarin Chnoem een belangrijke rol speelt, Chnoem en de zeven magere jaren.